# Exochorda serratifolia
Exochorda serratifolia là loài thực vật có hoa trong họ Hoa hồng. Loài này được S. Moore mô tả khoa học đầu tiên năm 1877.

## Hình ảnh

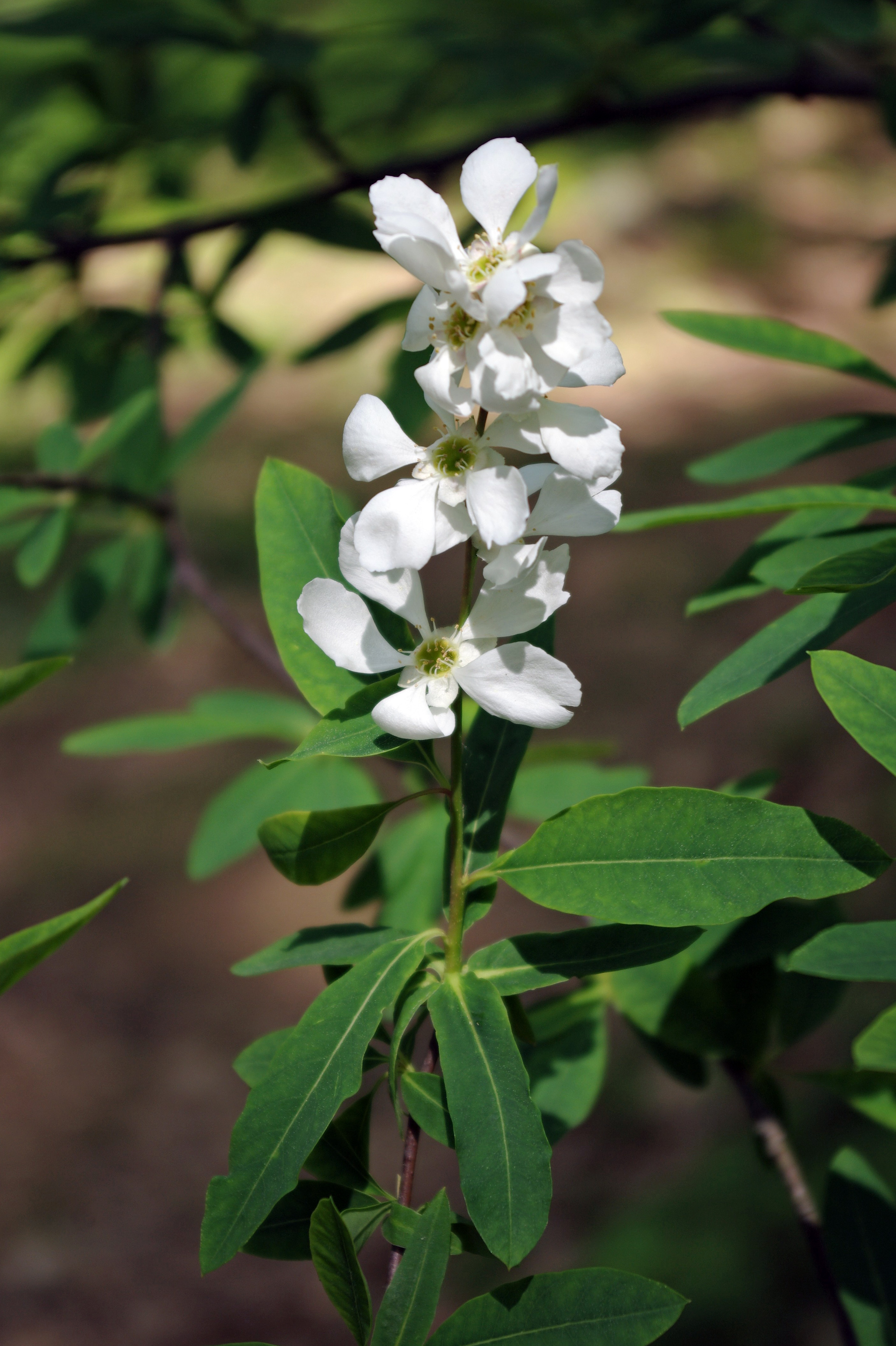
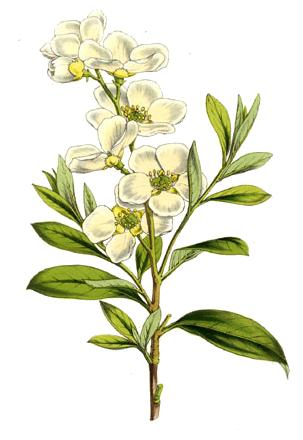
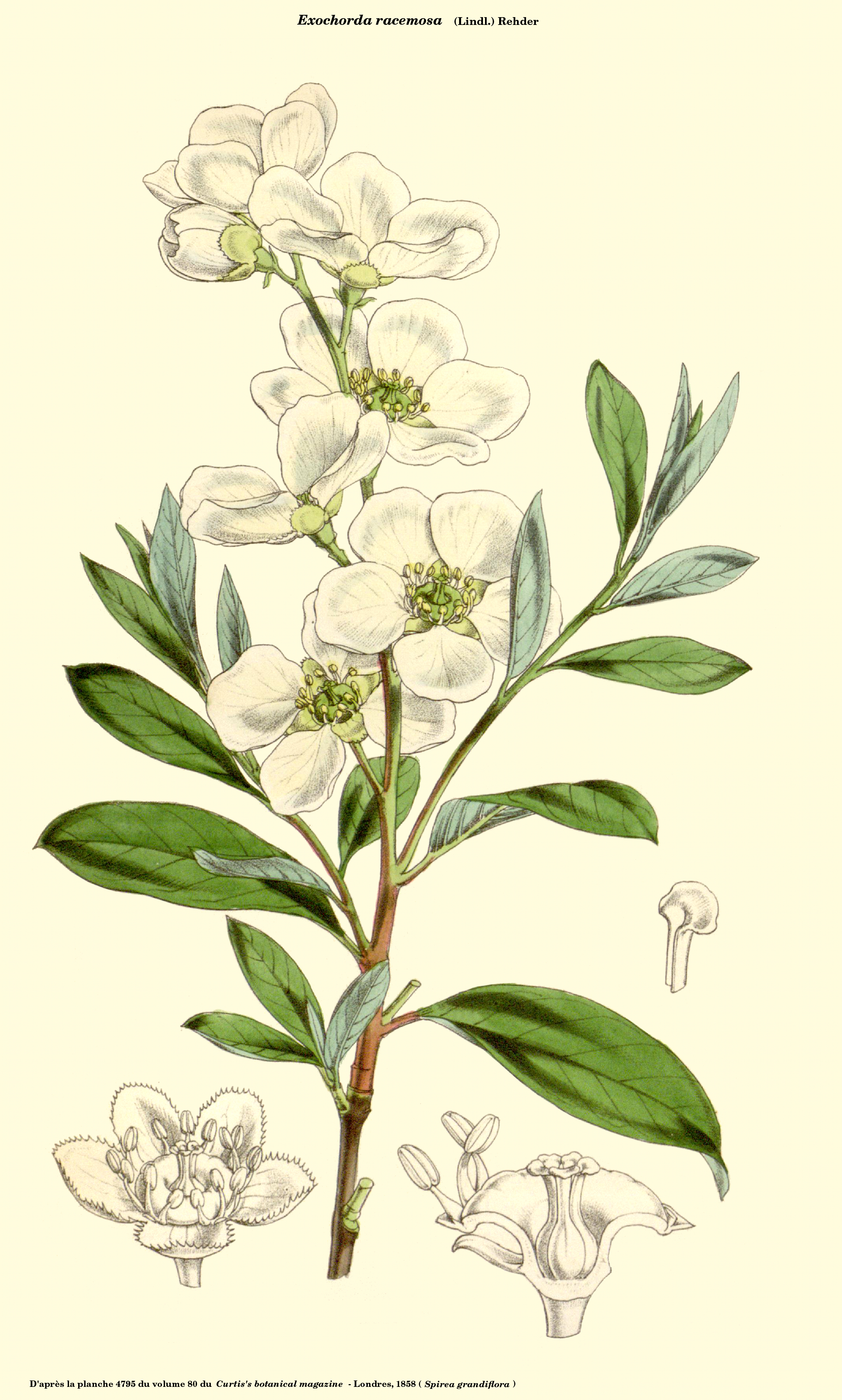